# コロンビア宇宙委員会
コロンビア宇宙委員会（スペイン語: Comisión Colombiana del Espacio, CCE、英語: Colombian Space Commission, CSC）はコロンビアの宇宙開発機関。2006年7月に設立され、本部はボゴタに位置する。

## 概要
CCEはコロンビア国内の宇宙利用、および促進を目的とした政府組織。2006年に採択されたコロンビア宇宙データインフラ（ICDE）計画の下、通信衛星技術の取得、地理情報システムとリンクした衛星ナビゲーション技術の開発を進めている。また全球地球観測システム（GEOSS）と協力しながら地球観測衛星技術の取得も進めており、国内の天然資源の観測・監視も行っている。
CCEは特に市場調査レポート、全地球的衛星航法システム（GNSS）とリンクした、国家安全保障面からの衛星航行測位システム利用技術の開発に注力している。

## コロンビアの人工衛星
- リバータッド1（英語版） -2007年打上げのCubeSat。重量1kg。